# Омар Епс
Омар Хашим Епс (енгл. Omar Hashim Epps; рођен 23. јула 1973. у Бруклину, Њујорк) је амерички глумац и музичар.

## Биографија
Епса је отхранила самохрана мајка која је радила као директор школе. Са десет година је почео да пише филмска сценарија, а похађао је средњу музичку школу.
Пре него што је почео да се бави глумом, Омар Епс је био члан рап групе Wolf Pack коју је основао заједно са својим братом 1991. године.

## Филмографија
| Улоге      |                                                          |               |       |                      |
| Година     | Српски назив                                             | Изворни назив | Улога | Напомена             |
| 1992.      | Ђус                                                      |               |       | познат и под називом |
| 1993.      | Зора                                                     |               |       |                      |
| 1993.      | Програм                                                  |               |       |                      |
| 1994.      | Прва лига 2                                              |               |       |                      |
| 1995.      | Високо образовање                                        |               |       |                      |
| 1996.      | Смртоносно путовање                                      |               |       |                      |
| 1996.      | Не буди лош према Јужњаку док пије твоје пиће у капуљачи |               |       |                      |
| 1997.      | Цвеће и велови                                           |               |       |                      |
| 1997.      | Први пут преступник                                      |               |       |                      |
| 1997.      | Врисак 2                                                 |               |       |                      |
| 1999.      | Доручак шампиона                                         |               |       |                      |
| 1999.      | Екипа                                                    |               |       |                      |
| 1999.      | Шума                                                     |               |       |                      |
| 1999.      | Предубоко                                                |               |       |                      |
| 2000.      | Љубав и кошарка                                          |               |       |                      |
| 2000.      | Брат                                                     |               |       |                      |
| 2000.      | Дракула 2000                                             |               |       | познат и под називом |
| 2001.      | Парфем                                                   |               |       |                      |
| 2002.      | Велика невоља                                            |               |       |                      |
| 2002.      | Осуда                                                    |               |       |                      |
| 2004.      | Уз конопце                                               |               |       |                      |
| 2004.      | Алфи                                                     |               |       |                      |
| 2004-2007. | Доктор Хаус                                              |               |       |                      |